# Kappel (Hunsrück)
Kappel ist eine Ortsgemeinde inmitten der Mittelgebirgslandschaft des Hunsrücks im Rhein-Hunsrück-Kreis in Rheinland-Pfalz. Sie gehört der Verbandsgemeinde Kirchberg (Hunsrück) an.

## Geographie
Die Gemeinde liegt an der westlichen Grenze der Verbandsgemeinde Kirchberg, zu deren Verwaltungsbezirk sie gehört, und bildet mit ihrer Gemarkungsgrenze im Westen auch die Grenze des Rhein-Hunsrück-Kreises zum Landkreis Cochem-Zell. Die Gemarkung der Gemeinde ist etwa 1240 Hektar groß, davon sind 49,5 % Waldfläche.
Kappel liegt an der Kreuzung der Bundesstraßen 421 und 327 (Hunsrückhöhenstraße).
Kappel liegt am Rande einer Hochfläche, die mit dem Hasensteil im Nordosten der Gemarkung eine kleine Kuppe von etwa 525 m herausgebildet hat. Diese Hochfläche bildet zur flachen Talmulde des Kyrbaches hin und zu einem kleinen Gerinne in der Gemarkung Mörßberg Richtung Kludenbach hin einen Riedel aus, der besonders markant als Sporn am Kirchenhügel in Erscheinung tritt. Jenseits des Baches setzt sich die Hochfläche (zum Flugplatz Hahn hin) weiter fort. Sie wird am Horizont vom Idarkopf überragt. Zugleich treten im Bereich der Zeller Straße erste Grundwasserhorizonte hervor, die früher in Hausbrunnen  genutzt werden konnten und so die Grundlage für die Siedlung bildeten.
Zu Kappel gehören auch die Wohnplätze Forsthaus Bretzenhof (nach Todenroth zu), Kappeler Fichtenhof (nach Leideneck zu) und Lorenzhecker Mühle.

### Nachbarorte
| Haserich und Blankenrath | Leideneck                                   | Völkenroth, Hundheim und die Pydna |
| Löffelscheid             | Kompassrose, die auf Nachbargemeinden zeigt | Wüschheim und Reich                |
| Rödelhausen              | Kludenbach                                  | Reckershausen und Kirchberg        |

## Geschichte und historische Ortsbeschreibung
Kappel wird erstmals 1091 in einer Urkunde des Kaisers Heinrich IV. erwähnt, in der er Besitzungen im Hunsrück an das Hochstift Speyer schenkt. Name, Lage und archäologische (römische) Funde in und um Kappel lassen den Ort aber als viel älter annehmen, wenn auch eine Siedlungskontinuität nicht nachzuweisen ist. Im Mittelalter gehörte der Ort zur vorderen Grafschaft Sponheim. Um das Jahr 1310, nach neueren Erkenntnissen des Landeshauptarchiv Koblenz wohl 1330–1335, wird der Ort unter dem Namen Cappela im Sponheimischen Gefälleregister der Grafschaft Sponheim erwähnt.
Mit der Besetzung des linken Rheinufers 1794 durch französische Revolutionstruppen wird der Ort französisch, 1814 wird er auf dem Wiener Kongress dem Königreich Preußen zugeordnet. Seit 1946 ist der Ort Teil des neu gegründeten Landes Rheinland-Pfalz.
Der Ort liegt an einer Kreuzung zweier wichtiger Straßen: Der Straße vom Rhein, Koblenz/Boppard nach Trier, der später so genannten Hunsrückhöhenstraße (B 327), und der Straße von Kirn an der Nahe über Kirchberg zur Mosel nach Zell (B 421). Die Querung ist in Kappel leicht versetzt. Beiden Straßen liegen römische und vorrömische, keltische Straßen zu Grunde. Die letztere wird heute nördlich an Kappel vorbeiführend als Keltenweg Nahe–Mosel touristisch vermarktet. Beim Ausbau der Hunsrückhöhenstraße vor dem Zweiten Weltkrieg wurde sie östlich um den Ort herumgeführt. Siedlungsgeographisch hat der Ort eine Verkehrslage.
In der unmittelbaren Nähe des Zusammentreffens der Kastellauner Straße mit der Kirchberger/Zeller Straße an der Dreispitz liegt das Ortszentrum mit der evangelischen Kirche von 1747 (so die Eisenklammern am Turm) mit mittelalterlichen Mauerteilen, dem katholischen Pfarrhaus und etwas zurück der katholischen Kirche, dem ehemaligen Backhaus (Backes) mit dem ehemaligen Schulsaal und Lehrerzimmer der katholischen Schule im Obergeschoss (bis 1849), sowie der Verkehrslage angemessen zwei der größten Gehöfte des Ortes mit Gaststube und Fremdenzimmern. Der Gastwirt Schreck (bis 2006, später an die Gemeinde verkauft und abgerissen) besaß bis in die 1950er Jahre als einer der wenigen Pferde, Baptist Englen, der Knecht (der wohl einzige des Ortes damals) der Gastwirtschaft zur Krone, heute aufgegeben und restauriert als der Gemeinde dienendes Heimathaus Krone, fuhr und arbeitete mit einem Pferd und einem Zugochsen, während die meisten Kleinbauern mit ihren Milchkühen fuhren und arbeiteten. Eine dritte kleinere Gaststätte verbunden mit einem Lebensmittelgeschäft Kolonialwaren Dionysius, seit 1948 Anton Hillen, lag ebenfalls hier. Sie wurde 1974 aufgegeben.
Kappel hatte nach einem amtlichen Verzeichnis von 1926 noch 533 Einwohner.
Bis in die 1960er Jahre war Kappel noch ganz landwirtschaftlich geprägt. Nach dem Zweiten Weltkrieg, 1949, waren von 111 Haushalten 80 landwirtschaftliche Betriebe, von denen nur 8 über 10 ha Landbesitz hatten. Kappel hatte damals 281 protestantische und 194 katholische Einwohner. Damals gab es noch ein weiteres kleineres Lebensmittelgeschäft auf der heutigen Kirchberger Straße. Ein Schreibwarengeschäft war neben der damaligen katholischen Volksschule im Oberdorf. Dazu gab es eine Posthalterei im Unterdorf an der späteren Zeller Straße sowie eine vierte Gaststätte in der Waldgasse. Sie hatte Bestand bis 1975. 1986/87 wurde sie vom Enkel des Gastwirts umgebaut und als einzige Gaststätte Wallges neu eröffnet. Dazu gab es im Unterdorf eine Schmiede und im Oberdorf eine Schreinerei. Eine Drahtweberei Halfmann, die außer Zäunen vor allem große Siebe herstellte, hatte lange bestand, sie ist heute fusioniert.
Aufgrund beträchtlicher Einnahmen aus Waldbesitz konnte in den 1950er Jahren ein damals modernes Gemeindehaus mit Feuerwehrhaus, Rübenkrautküche, Abstellplatz für den großen Kartoffeldämpfer und Gefrier- und Waschanlage sowie zusätzlicher Wohnraum für zugewiesene Ostflüchtlinge im Obergeschoss gebaut werden.
Im Jahre 1965 begann man mit dem Bau eines neuen Gemeindehauses, weil die Bürger von Kappel und die örtlichen Vereine eine Möglichkeit haben sollten, Familienfeiern und Veranstaltungen in einer ausreichend großen Örtlichkeit zu feiern. Damals wurde zusätzlich ein Kindergarten innerhalb dieses Saalgebäudes geplant, der aber dort nicht verwirklicht wurde. Dem Bedarf nach einer Möglichkeit des Schlachtens wurde ebenfalls Rechnung getragen und ein komplettes Schlachthaus integriert. Dieses Gemeindehaus wurde in den Jahren 1997/1998 in großem Umfang renoviert und umgebaut.
Ein Kindergarten für zwei Gruppen wurde im Sommer 1993 fertiggestellt (ein erster Kindergarten war Anfang der 1950er Jahre an das evangelische Pfarrhaus angebaut worden). Schon dort wird der Nachwuchs für die Gesangvereine herangezogen, und der Kindergarten wurde dafür ausgezeichnet.

### Mühlen
Die Kappeler Mühle, die Lorenzhecker Mühle, lag weit unterhalb des Ortes am Übergang der Hunsrückhöhenstraße und der älteren Waldgasse über den Kyrbach, hier noch im Oberlauf Bingerbach genannt; sie ist heute Privatbesitz und bewohnt.
Die Lambertsmühle am Bingerbach an der Gemarkungsgrenze auf der Gemarkung Kludenbach, wurde auch von Kappeler Bauern beschickt. In den 1960er Jahren wurde sie zu einer Gaststätte umgebaut und als Bar- und Rotlichtkneipe (Kappeler Miehlsche) für das umliegend stationierte Militär und die zivilen Bürger betrieben. Nach Abzug der Stationierungsstreitkräfte Ende der 1980er Anfang 1990er Jahre wurde der Betrieb eingestellt. Auch diese ehemalige Mühle ist heute in Privatbesitz und bewohnt.

### Wüstungen
In der Kappeler Gemarkung oder an deren Grenze finden sich eine Reihe von Wüstungen, die im hohen Mittelalter bereits aufgegeben wurden, deren Namen aber noch in Flurnamen fortleben: Kyr, Kyrweiler (in älteren Quellen auch Kerweiler genannt), Mörßberg, Rittelhausen, Langerode, Selze und Beinhausen. Kyrweiler hatte gemeinsam mit Rohrbach, Werschweiler bei Dickenschied und Dickenschied seit 1317 zum Unterhalt der neu errichteten Pfarrvikarie Dickenschied beizutragen.

## Konfessionen und konfessionelle Schulen
Die – heute evangelische – Kirche diente von 1688 (Pfälzischer Erbfolgekrieg) bis 1898 beiden Konfessionen als Simultaneum (siehe dazu Kirche in Hahn). Vorher war sie lange Zeit den Evangelischen vorbehalten. Mit Verordnung des Simultaneums durch die Obrigkeit zog der Pfarrer nach Würrich, das rein evangelisch war, und betreute die Gemeinde von dort aus.

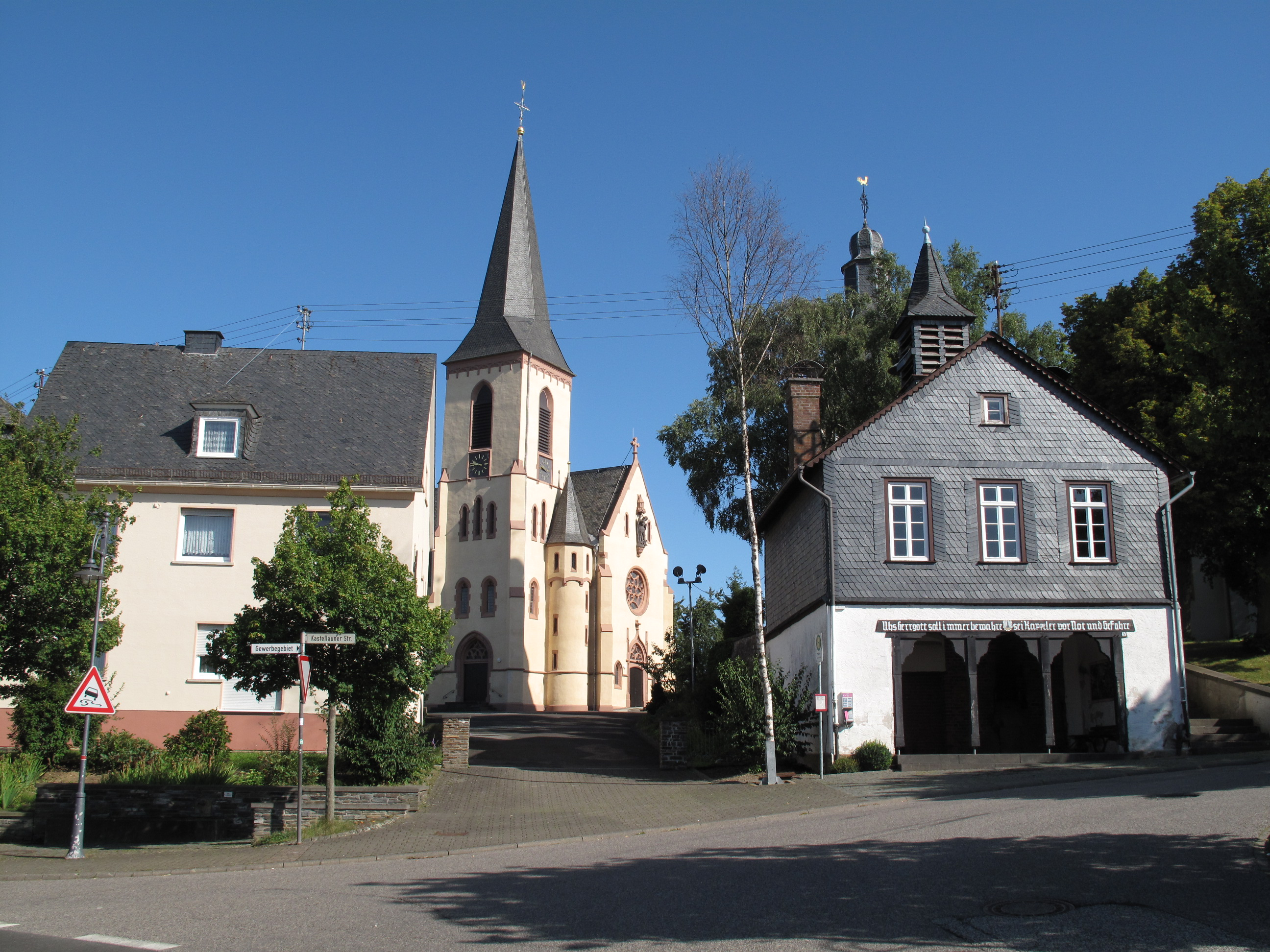
Altes Backhaus und katholische Kirche

Die neugotische katholische Kirche wurde 1898/99 und eine einklassige evangelische Schule 1913 in der Nähe dazugebaut. Die letzte katholische Schule, damals am Ortsrand an der heutigen Kastellauner Straße gegenüber dem Leidenecker Weg (etwas zurückliegend), datiert erst aus der Zeit nach dem Ersten Weltkrieg von 1928. Heute gibt es keine Schulen mehr in Kappel. Die letzte als Gemeinschaftsschule geführte Grundschule wurde zum 1. August 1971 aufgelöst.
Das Verhältnis zwischen den Konfessionen war und ist gut. Beim Bau der katholischen Kirche haben viele Evangelische Geld für die Glocken gespendet und wurden dafür bei ihrem Tod auch von den Katholischen ausgeläutet. Die evangelische Gemeinde, zu der heute etwa 230 Menschen gehören, war seit 1852 selbständig und pfarramtlich verbunden mit Leideneck, das kein eigenes Pfarrhaus, aber eine Kirche hatte und heute zu Bell gehört. Der seit 1854 wieder in Kappel residierende evangelische Pfarrer war darüber hinaus auch zuständig für die Evangelischen in der Diaspora, in den überwiegend katholischen Nachbargemeinden zur Mosel hin. Seit 1976 hat Kappel keinen evangelischen Pfarrer mehr und ist mit Kirchberg pfarramtlich verbunden. Die katholische Pfarrstelle ist seit 1981 nicht mehr besetzt. Die Pfarrei wurde seitdem von Biebern und wird jetzt von Kirchberg aus betreut.
Heute sind 46 % der Bevölkerung katholisch und 42 % evangelisch. Die örtliche katholische Pfarrei mit der Dreifaltigkeitskirche gehört zur Pfarreiengemeinschaft Kirchberg/Hunsrück im Dekanat Simmern-Kastellaun des Bistums Trier. Die evangelische Kirche gehört zur Kirchengemeinde Kirchberg-Kappel mit Sitz in Kirchberg, die dem Kirchenkreis Simmern-Trarbach der Evangelischen Kirche im Rheinland zugeordnet ist.

## Politik

### Bürgermeister
Markus Marx ist seit 2019 Ortsbürgermeister von Kappel.
Er ist Nachfolger von Klemens Hartig.

### Wappen
| Wappen von Kappel | Blasonierung: „Über in Blau und Gold geschachtem Schildfuß in Silber eine schwarze Kapelle.“                                                                      |
| Wappen von Kappel | Wappenbegründung: Der Schildfuß weist auf die ehemalige Zugehörigkeit zur vorderen Grafschaft Sponheim hin, die Kapelle deutet als redendes Wappen den Ortsnamen. |

## Energieversorgung
Seit Herbst 2013 ist auf dem Flurstück Hasensteil an der Hunsrückhöhenstraße der Windpark Kappel mit sieben Anlagen in Betrieb. Der größere Windpark Kirchberg liegt im benachbarten Forst Fass.
In Kappel hat sich eine Energiegenossenschaft gegründet, die ein Nahwärmenetz von ca. 5.000 Meter Trassenlänge betreibt. Derzeit sind ca. 115 Gebäude angeschlossen (Stand Dezember 2023). Das Netz ist mit der Heizperiode 2015/16 mit zunächst 85 Gebäuden voll in Betrieb gegangen und wurde bis 2023 stetig erweitert.
Im Jahr 2019 wurde auf den Dächern des Betreibers (Energiegenossenschaft Kappel e.G.) eine PV-Anlage mit 75 kWp Anlaganleistung errichtet. Diese deckt tagsüber einen Großteil des Strombedarfs und erzeugt jährlich knapp 3 mal so viel Strom, als das Wärmenetz verbraucht.
In den Übergangszeiten sowie den Sommermonaten genügt die Abwärme des Blockheizkraftwerks der Kappeler Biogasanlage. In den Wintermonaten wird die Spitzenlast durch die Biomassekessel des Heizwerkes erzeugt. In den Kesseln werden Waldhackschnitzel aus dem Forstrevier in Wärme umgewandelt. Bei Ausfall der Biogasanlage besitzt das Heizwerk mit 1.000 kW genügend installierte Anlagenleistung, um den Bedarf zu jeder Zeit zu decken.

## Sehenswürdigkeiten

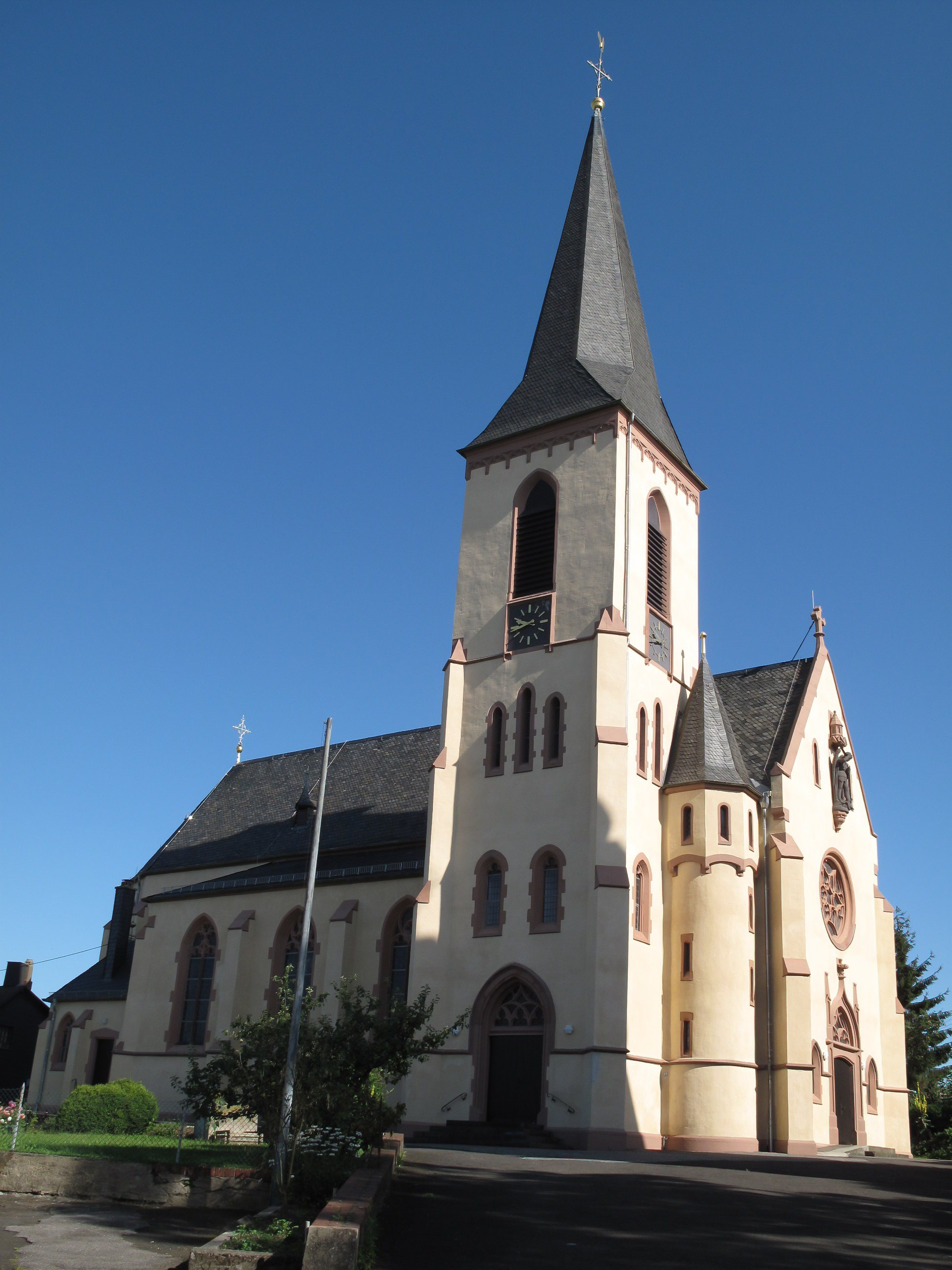
Katholische Kirche

- Evangelische Dorfkirche von 1747, im Inneren schlicht in reformierter Tradition ausgestattet mit original erhaltener Orgel von 1900 aus der Werkstatt Oberlinger und mit drei Bronze-Glocken von 1779 aus der Gießerei Maurice Mabilo, Koblenz-Ehrenbreitstein, die wegen ihrer Bedeutung die beiden Weltkriegsablieferungen überstanden haben (Denkmalschutz seit 1981)
- Neugotische katholische Kirche von 1898, einer der ersten von über 60 Kirchenbauten des Architekten Eduard Endler aus Köln mit mittelalterlichem Grablegungsrelief aus der nun evangelischen ehemaligen Simultankirche
- Heimathaus „Zur Krone“, restauriertes Fachwerkhaus (ehemals Gastwirtschaft), Mitte 18. Jahrhundert mit musealem Interieur
- Evangelisches Pfarrhaus von 1907 in nicht überladener Architektur zwischen Gründerzeit und Jugendstil mit Sandsteinelementen und Ziegelumrahmungen der Fenster sowie repräsentativem Eingang, denkmalgeschützt seit 1988[17]

## Persönlichkeiten
Bekannte Kappeler waren die Knochenflicker Pies. Der erste, Jakob Pies (* 1860 in Dorweiler (Hunsrück); † 1920 in Kappel), hatte 1895 nach Kappel eingeheiratet. Sein Sohn Robert Pies (1902–1973) war der letzte echte Knochenflicker aus der Hunsrücker Knochenflickerfamilie Pies in Kappel. Beide waren Bauern, die in der Tradition der Hunsrücker Pies-Familie Chiropraxis betrieben, also vor allem Gelenke wieder einrenkten und einfache Brüche behandelten. Die Patienten kamen von weit her zur Behandlung. Die Geschichte der Hunsrücker (und der Kappeler) Pies wird im vom Familienmitglied Eike Pies gegründeten Vorderhunsrück-Museum und Pies-Archiv in Dommershausen bei Kastellaun dokumentiert.